# Guillaume de Lorris
Guillaume de Lorris o Guillaume de Loris (cap a 1200 - cap a 1238) fou un poeta francès de l'alta edat mitjana nascut a Lorris. És l'autor de la primera part del Roman de la Rose, que després acabaria Jean de Meun.
Home culte, clergue, i bon versificador, va dedicar l'obra a la seva dama, al mateix temps que intentava compondre una espècie de codi d'amor cortès, la qual cosa confereix a la seva obra. El caràcter al·legòric la fa molt característica i està en l'arrel del seu primerenc èxit.

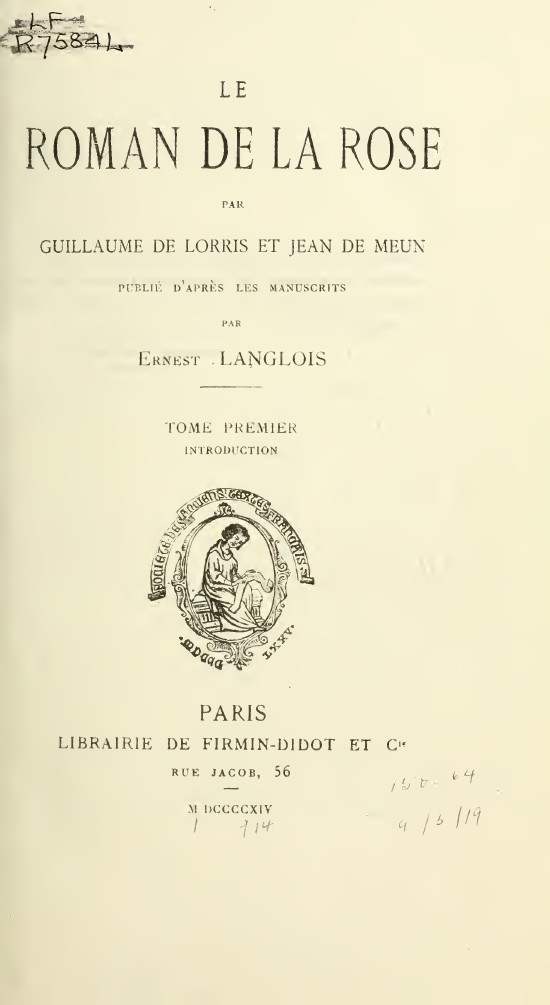
Roman de la rose (ed. 1914)